# Сандакфу
Сандакфу — гора в Восточной Индии, недалеко от границы с Непалом.
Высота над уровнем моря — 3636 м, это высшая точка штата Западная Бенгалия. Геологически Сандакфу относится к горному массиву Сингалила.
С вершины горы в хорошую погоду видны Канченджанга и Эверест, а подъём в летнее время не представляет особой сложности. Поэтому Сандакфу является популярным местом для треккинга. Наиболее известен маршрут от деревни Мегхма (2600 м) до Сандакфу и далее до Фалута, второй по высоте (3600 м) вершины штата.
Климат на горе — резко континентальный. Зимой температура может достигать −20°С при сильном ветре, в декабре-феврале нередки снегопады. Летом средняя температура +17°С.